# Bulbophyllum mimiense
Bulbophyllum mimiense là một loài phong lan thuộc chi Bulbophyllum.